# Кедышко, Николай Александрович
Никола́й Алекса́ндрович Кеды́шко (бел. Мікалай Аляксандравіч Кедышка, 1923—1943) — советский подпольщик, один из организаторов минского сопротивления на оккупированной территории в годы Великой Отечественной войны. Герой Советского Союза (посмертно, 1965).

## Биография
Николай Кедышко родился 3 августа 1923 года в Минске первенцем в многодетной семье.
В возрасте десяти (одиннадцати) лет лишился отца. В 1937 году окончил семь классов средней школы, а в 1939 году (по другим данным в 1940-м) Минскую школу фабрично-заводского обучения № 24 по специальности маляр-штукатур.
Попытка эвакуироваться в начале Великой Отечественной войны оказалась неудачной, и Кедышко оказался на оккупированной территории. Устроился работать маляром в контору неподалёку от железнодорожного узла.
Осенью 1941 года Кедышко вместе с товарищами организовал и возглавил подпольную группу «Андрюша» (по названию популярной советской песни), которая на первых порах распространяла сводки Совинформбюро и антифашистские листовки, а также способствовала побегам советских военнопленных из местных концлагерей. После того, как Николаю через родную сестру удалось наладить связь с Минским подпольным горкомом ЛКСМБ, работавшим при партизанской бригаде «Штурмовая» в Заславском районе Белоруссии, его группа, насчитывавшая до 300 членов, совершила целый ряд диверсий (всего более сорока), из числа которых особо выделяют вывод из строя конвейера на Минском хлебозаводе «Автомат» и подрыв вагона трамвая с офицерами Вермахта. Также группой Кедышко были в результате нападений уничтожены около 70 оккупантов и коллаборационистов.
7 ноября 1943 года Кедышко попал в засаду, устроенную немецкой контрразведкой на явочной квартире на Могилёвском шоссе в Минске. Отстреливаясь, он получил тяжёлые ранения ног, после чего застрелился.
Бабушка и дедушка Николая Кедышко погибли в концлагере «Тростенец», сестра Люба в «Освенциме». Брат Борис, бежав из лагеря военнопленных во Франции, стал участником сопротивления в Европе, мама Вера Павловна и сестра Надя перенесли ужасы «Освенцима» и дождались освобождения в конце войны.

## Награды и звания

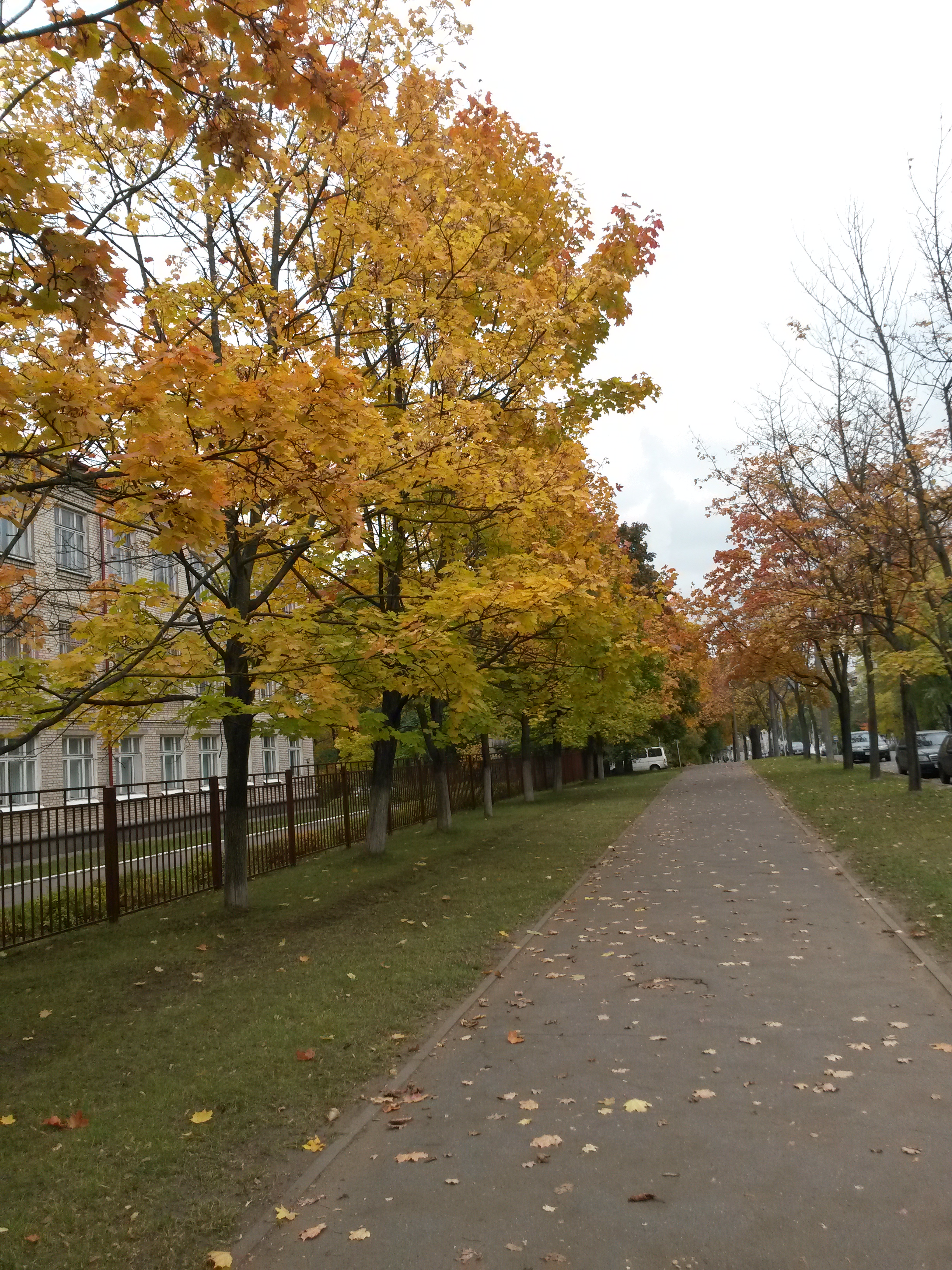
Улица Кедышко в Минске

Указом Президиума Верховного Совета СССР от 8 мая 1965 года «в канун 20-летия Победы советского народа над фашистской Германией за организацию подпольной деятельности против немецко-фашистских захватчиков в тылу противника и проявленные при этом отвагу и геройство» Николай Кедышко посмертно был удостоен звания Героя Советского Союза с вручением медали Золотая Звезда и ордена Ленина.

## Память
- Имя Героя присвоено средней школе № 85 города Минска[6].
- Николаю Кедышко во дворе школы № 85 города Минска установлен бюст[7], в его честь названа улица Кедышко (бывшая Ипподромная улица) в построенном в конце 1950-х годов новом районе Минска[8], мемориальная доска установлена на доме № 2/10 по этой улице.
- Имя Н. А. Кедышко носит Минский государственный колледж ремесленничества и дизайна (ранее Минский государственный профессионально-технический колледж декоративно-прикладного искусства)[9]. На фасаде корпуса, в котором учился герой-подпольщик в 1938—1939 годах, установлена мемориальная доска[2].
- Материалы о жизни и подвиге Николая Кедышко хранятся в фондах Белорусского государственного музея истории Великой Отечественной войны, в экспозиции представлен фотопортрет Николая Александровича[7][10].
- Музеем школы № 85 проводится исследование исторических событий, связанных с героем Великой Отечественной войны Н. Кедышко[11]